# Amata connectens
Amata connectens är en fjärilsart som beskrevs av Rothschild 1910. Amata connectens ingår i släktet Amata och familjen björnspinnare. Inga underarter finns listade i Catalogue of Life.